# Кант (элемент одежды)

Фуражка офицера ВС России с красным кантом (выпушкой) по верхнему краю околыша и по краю донышка

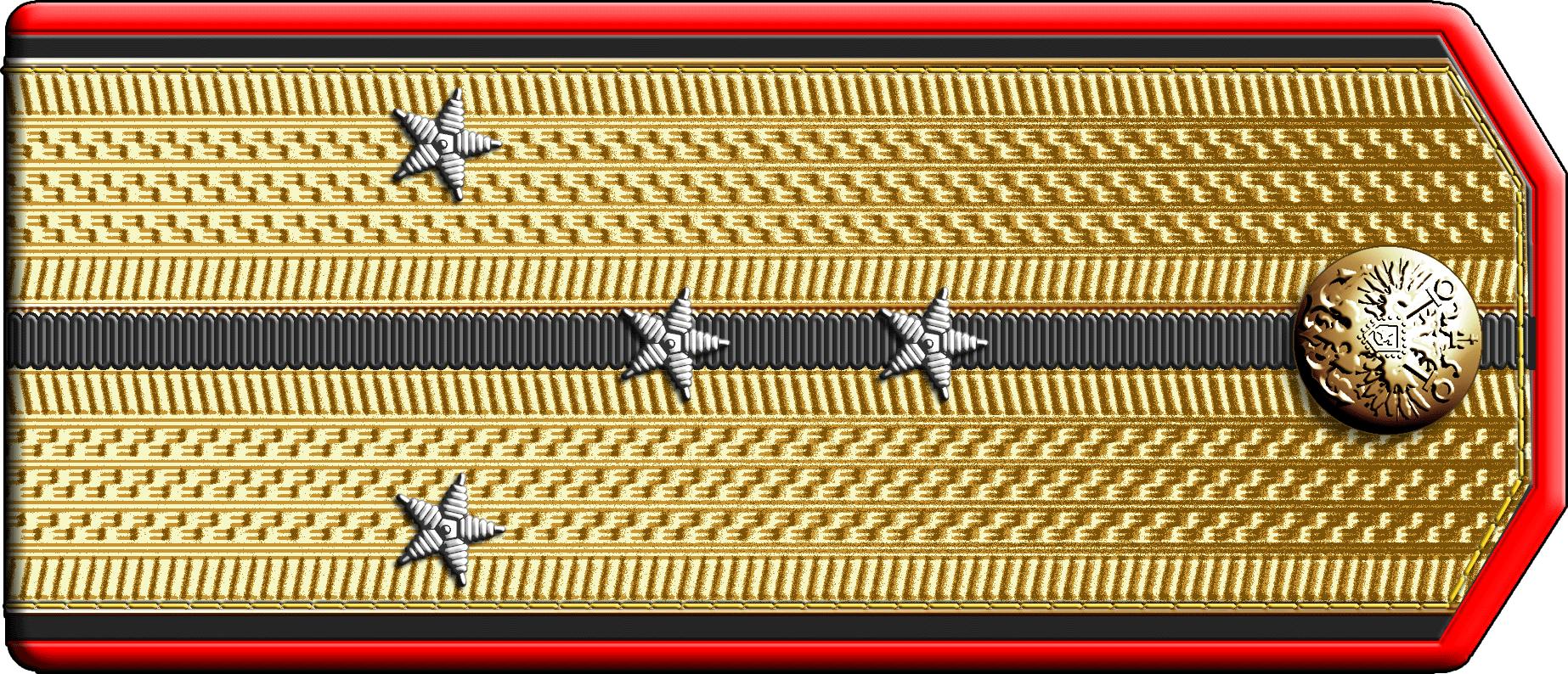
Красная выпушка по краю погона

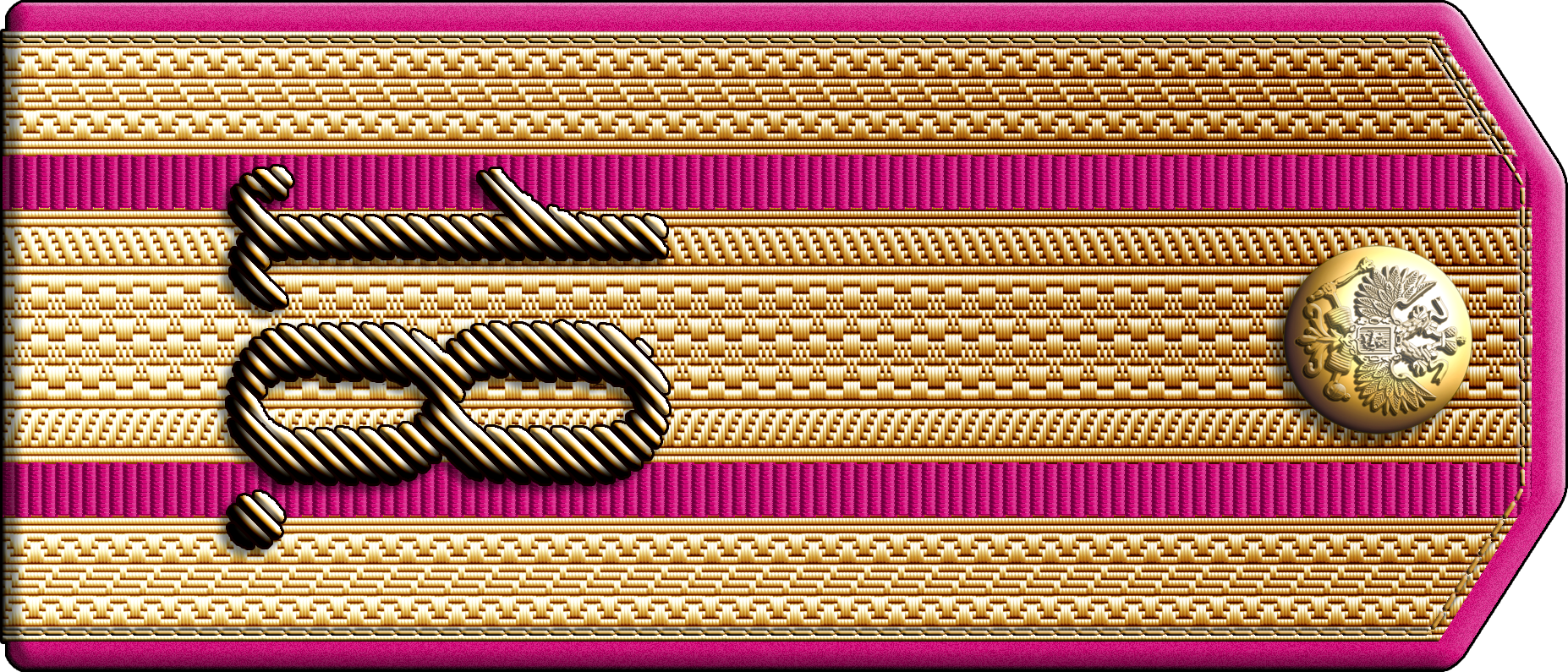
Малиновая выпушка по краю погона

Кант, кантик (через пол. kant от нем. Kante, также выпушка, оторочка, выпуск, обшивка по шву) — элемент или аксессуар одежды (формы одежды) в виде цветного шнура или узкой полоски цветной материи по краю одежды (оторочка) или по шву. 
Выпушка обычно используется в униформе при отделке шаровар, брюк, фуражек, петлиц, погон и так далее.

## История
Кант — один из древнейших способов отделки одежды. Так, Рехак наблюдает канты на фресках новодворцового периода в Кноссе (второе тысячелетие до нашей эры).
Новую популярность в повседневной одежде кант приобрёл в XIX веке: около 1822 года распространилась практика использования складки материи с продёрнутым шнуром в муслиновых платьях, отделка стала популярной к 1840-м годам. В мужском костюме эта отделка стала имитироваться с помощью обшивки краев одежды узким шнуром. 
К концу XIX века популярность канта в повседневной одежде сошла на нет, хотя он и в XXI веке продолжает широко применяться в униформах.

## Технология
Матерчатый кант кроится по косой нити и пришивается к одежде так, чтобы ткань канта не выступала более чем на 2-3 мм. Иногда в тканевый кант продёргивается шнурок.